# Alexandre Villaplane
Alexandre Villaplane (Argel, Argelia, 12 de septiembre de 1905 - Arcueil, Francia, 26 de diciembre de 1944) fue un futbolista francés que se desempeñó de mediocampista. Villaplane también fue colaborador nazi, y fue arrestado y ejecutado por sus acciones durante la Segunda Guerra Mundial.
En su carrera jugó para F. C. Sète, Nîmes Olympique, Racing Club de France, F. C. Antibes y el O. G. C. Niza. Participó en 25 partidos para la selección de Francia y fue el capitán de la misma en la Copa Mundial de Fútbol de 1930.
Al comienzo de la Segunda Guerra Mundial, Villaplane se involucró en el mercado negro parisino y en la extorsión de la población judía local. Formó parte de la matanza de Oradour-sur-Glane el 11 de junio de 1944, donde se ejecutaron a 52 personas. Fue condenado a muerte el 1 de diciembre de 1944 por su participación directa en al menos 10 asesinatos. Fue ejecutado por un pelotón de fusilamiento el 26 de diciembre de 1944 en el Fuerte de Montrouge.

## Equipos
| Equipo                         | País    | Años      | Partidos | Goles |
| ------------------------------ | ------- | --------- | -------- | ----- |
| F. C. Sète                     | Francia | 1921-1924 | ?        | ?     |
| Nîmes Olympique                | Francia | 1927-1929 | ?        | ?     |
| Racing Club de France          | Francia | 1929-1932 | ?        | ?     |
| F. C. Antibes                  | Francia | 1932-1933 | ?        | ?     |
| O. G. C. Niza                  | Francia | 1933-1934 | 20       | 8     |
| Selección de fútbol de Francia | Francia | 1926–1930 | 25       | 0     |

## Biografía
- Luc Briand, Le brassard, Alexandre Villaplane, capitaine des Bleus et officier nazi, Plein Jour, 2022 (en francés)

- Datos: Q664714
- Multimedia: Alexandre Villaplane / Q664714